# Wereldkampioenschappen schaatsen allround 2006
De wereldkampioenschappen schaatsen allround 2006 zijn op 18 en 19 maart 2006 gereden in de schaatshal van Calgary (Canada).
Titelverdediger bij de heren was de Wereldkampioen van 2005 in Moskou, de Amerikaan Shani Davis. De Wereldkampioene van 2005 bij de dames, de Duitse Anni Friesinger, zag van deelname af en verdedigde haar titel dus niet.
De Canadese Cindy Klassen en de Amerikaan Shani Davis werden Wereldkampioen.

## Vrouwentoernooi
Vierentwintig schaatssters, 15 uit Europa Duitsland (3), Nederland (3), Rusland (3), Noorwegen (2), Italië (1), Oostenrijk (1), Polen (1) en Tsjechië (1), 5 uit Noord-Amerika & Oceanië (Canada (3) en de Verenigde Staten (2), 4 uit Azië (Japan (3) en China (1), namen eraan deel. Acht rijdsters debuteerden dit jaar.
Met vier afstandzeges (zij was daarmee de achtste vrouw die dit presteerde) waarvan drie in persoonlijk records, verbeterde Cindy Klassen met haar zesde deelname haar eigen wereldrecord punten met bijna drie punten. Ze stond voor de vierde maal op het erepodium en werd voor de tweede keer wereldkampioene. Voor de achtste maal in haar carrière werd Claudia Pechstein tweede op het WK Allround, het was voor het elfde achtereenvolgende jaar dat ze op het erepodium plaats nam en daarmee de eerste vrouw dit 'record' bereikte. Kristina Groves stond met haar achtste deelname voor het eerst op het podium van een WK Allround.
De Nederlandse afvaardiging bestond dit jaar uit Wieteke Cramer (11e), Ireen Wüst (4e, reed vier persoonlijk records en een nationaal record punten, behaalde de zilveren medaille op de 1500m) en debutante Tessa van Dijk (8e).

### Dag 1
| rang   | schaatsster          | land | tijd  |
| ------ | -------------------- | ---- | ----- |
| Goud   | Cindy Klassen        | CAN  | 37,51 |
| Zilver | Kristina Groves      | CAN  | 38,75 |
| Zilver | Jekaterina Lobysjeva | RUS  | 38,75 |
| 4      | Claudia Pechstein    | GER  | 38,99 |
| 5      | Ireen Wüst           | NED  | 39,04 |
|        |                      |      |       |
| 9      | Wieteke Cramer       | NED  | 39,37 |
| 12     | Tessa van Dijk       | NED  | 39,73 |

| rang   | schaatsster       | land | tijd    |
| ------ | ----------------- | ---- | ------- |
| Goud   | Cindy Klassen     | CAN  | 3.53,34 |
| Zilver | Claudia Pechstein | GER  | 3,57.35 |
| Brons  | Kristina Groves   | CAN  | 3,59.46 |
| 4      | Daniela Anschütz  | GER  | 4,00.44 |
| 5      | Martina Sáblíková | CZE  | 4,01.09 |
|        |                   |      |         |
| 7      | Ireen Wüst        | NED  | 4,01.11 |
| 8      | Tessa van Dijk    | NED  | 4,02.19 |
| 12     | Wieteke Cramer    | NED  | 4,04.79 |

### Dag 2
| rang   | schaatsster       | land | tijd    |
| ------ | ----------------- | ---- | ------- |
| Goud   | Cindy Klassen     | CAN  | 1.51,85 |
| Zilver | Ireen Wüst        | NED  | 1.54,03 |
| Brons  | Kristina Groves   | CAN  | 1.54,54 |
| 4      | Claudia Pechstein | GER  | 1.55,82 |
| 5      | Maki Tabata       | JPN  | 1.55,95 |
|        |                   |      |         |
| 7      | Tessa van Dijk    | NED  | 1.56,47 |
| 14     | Wieteke Cramer    | NED  | 1.57,41 |

| rang   | schaatsster       | land | tijd    |
| ------ | ----------------- | ---- | ------- |
| Goud   | Cindy Klassen     | CAN  | 6,48.97 |
| Zilver | Martina Sáblíková | CZE  | 6,50.45 |
| Brons  | Claudia Pechstein | GER  | 6,51.11 |
| 4      | Kristina Groves   | CAN  | 6,54.55 |
| 5      | Maren Haugli      | NOR  | 6,54.98 |
|        |                   |      |         |
| 7      | Ireen Wüst        | NED  | 6,59.87 |
| 9      | Tessa van Dijk    | NED  | 7,00.10 |
| 11     | Wieteke Cramer    | NED  | 7,08.08 |

### Eindklassement
| Rang   | Schaatsster          | Land             | Punten     | 500m       | 3000m          | 1500m        | 5000m        |
| ------ | -------------------- | ---------------- | ---------- | ---------- | -------------- | ------------ | ------------ |
| Goud   | Cindy Klassen        | Canada           | 154,580 WR | 37,51 (1)  | 3.53,34 (1) WR | 1.51,85 (1)  | 6.48,97 (1)  |
| Zilver | Claudia Pechstein    | Duitsland        | 158,265    | 38,99 (4)  | 3.57,35 (2)    | 1.55,82 (4)  | 6.51,11 (3)  |
| Brons  | Kristina Groves      | Canada           | 158,295    | 38,75 (2)  | 3.59,46 (3)    | 1.54,54 (3)  | 6.54,55 (4)  |
| 4      | Ireen Wüst           | Nederland        | 159,222    | 39,04 (5)  | 4.01,11 (7)    | 1.54,03 (2)  | 6.59,87 (7)  |
| 5      | Maren Haugli         | Noorwegen        | 160,157    | 39,94 (14) | 4.00,34 (4)    | 1.55,99 (6)  | 6.54,98 (5)  |
| 6      | Daniela Anschütz     | Duitsland        | 160,374    | 39,81 (13) | 4.00,44 (5)    | 1.56,63 (9)  | 6.56,15 (6)  |
| 7      | Maki Tabata          | Japan            | 160,480    | 39,39 (10) | 4.02,59 (10)   | 1.55,95 (5)  | 7.00,09 (8)  |
| 8      | Tessa van Dijk       | Nederland        | 160,928    | 39,73 (12) | 4.02,19 (8)    | 1.56,47 (7)  | 7.00,10 (9)  |
| 9      | Martina Sáblíková    | Tsjechië         | 161,252    | 40,72 (21) | 4.01,09 (6)    | 1.57,92 (16) | 6.50,45 (2)  |
| 10     | Wang Fei             | China            | 162,081    | 39,45 (11) | 4.04,38 (11)   | 1.56,56 (8)  | 7.10,48 (12) |
| 11     | Wieteke Cramer       | Nederland        | 162,112    | 39,37 (9)  | 4.04,79 (12)   | 1.57,41 (14) | 7.08,08 (11) |
| 12     | Catherine Raney      | Verenigde Staten | 162,599    | 40,69 (20) | 4.02,58 (9)    | 1.57,63 (15) | 7.02,69 (10) |
| NC13   | Jekaterina Lobysjeva | Rusland          | 119,329    | 38,75 (2)  | 4.09,98 (15)   | 1.56,75 (10) |              |
| NC14   | Katarzyna Wójcicka   | Polen            | 119,754    | 39,08 (6)  | 4.10,37 (16)   | 1.56,84 (12) |              |
| NC15   | Jekaterina Abramova  | Rusland          | 119,971    | 39,08 (6)  | 4.10,93 (17)   | 1.57,21 (13) |              |
| NC16   | Christine Nesbitt    | Canada           | 120,357    | 39,29 (8)  | 4.12,91 (22)   | 1.56,75 (10) |              |
| NC17   | Lucille Opitz        | Duitsland        | 121,396    | 40,65 (17) | 4.07,34 (13)   | 1.58,57 (17) |              |
| NC18   | Annette Bjelkevik    | Noorwegen        | 121,456    | 40,46 (16) | 4.08,84 (14)   | 1.58,57 (17) |              |
| NC19   | Maria Lamb           | Verenigde Staten | 121,966    | 40,21 (15) | 4.12,66 (21)   | 1.58,94 (19) |              |
| NC20   | Eriko Ishino         | Japan            | 123,028    | 40,90 (22) | 4.11,13 (19)   | 2.00,82 (20) |              |
| NC21   | Eriko Seo            | Japan            | 123,353    | 40,65 (17) | 4.12,12 (20)   | 2.02,05 (22) |              |
| NC22   | Anna Rokita          | Oostenrijk       | 123,378    | 40,94 (23) | 4.11,03 (18)   | 2.01,80 (21) |              |
| NC23   | Adelia Marra         | Italië           | 124,959    | 40,65 (17) | 4.18,10 (24)   | 2.03,88 (23) |              |
| NC24   | Lada Zadonskaya      | Rusland          | 126,681    | 41,93 (24) | 4.16,85 (23)   | 2.05,83 (24) |              |

* = met val
NC = niet gekwalificeerd
NF = niet gefinisht
NS = niet gestart
DQ = gediskwalificeerd
Vet gezet = kampioenschapsrecord

## Mannentoernooi
De Nederlandse afvaardiging bij de mannen bestond uit Kramer (3e), Janmaat (9e), Olde Heuvel (15e) en tweede reserve De Jong (22e). De eerste reserve, Rintje Ritsma, zegde af.

### Dag 1
| rang   | schaatser           | land | tijd  |
| ------ | ------------------- | ---- | ----- |
| Goud   | Shani Davis         | USA  | 35,17 |
| Zilver | Konrad Niedźwiedzki | POL  | 35,52 |
| Brons  | Chad Hedrick        | USA  | 35,58 |
| 4      | Denny Morrison      | CAN  | 35,59 |
| 5      | Steven Elm          | CAN  | 35,81 |
|        |                     |      |       |
| 12     | Wouter Olde Heuvel  | NED  | 36,75 |
| 14     | Sven Kramer         | NED  | 36,93 |
| 16     | Sicco Janmaat       | NED  | 36,97 |
| 22     | Bob de Jong         | NED  | 38,12 |

| rang   | schaatser          | land | tijd    |
| ------ | ------------------ | ---- | ------- |
| Goud   | Sven Kramer        | NED  | 6,09.97 |
| Zilver | Chad Hedrick       | USA  | 6,09.98 |
| Brons  | Enrico Fabris      | ITA  | 6,10.23 |
| 4      | Shani Davis        | USA  | 6,10.49 |
| 5      | Eskil Ervik        | NOR  | 6,12.09 |
|        |                    |      |         |
| 10     | Sicco Janmaat      | NED  | 6,22.38 |
| 13     | Wouter Olde Heuvel | NED  | 6,25.80 |
| 15     | Bob de Jong        | NED  | 6,28.52 |

### Dag 2
| rang   | schaatser           | land | tijd    |
| ------ | ------------------- | ---- | ------- |
| Goud   | Shani Davis         | USA  | 1,42.68 |
| Zilver | Chad Hedrick        | USA  | 1,42.85 |
| Brons  | Denny Morrison      | CAN  | 1,42.97 |
| 4      | Enrico Fabris       | ITA  | 1,44.02 |
| 5      | Konrad Niedźwiedzki | POL  | 1,45.08 |
|        |                     |      |         |
| 12     | Sicco Janmaat       | NED  | 1,46.72 |
| 13     | Sven Kramer         | NED  | 1,46.80 |
| 15     | Wouter Olde Heuvel  | NED  | 1,47.01 |
| 23     | Bob de Jong         | NED  | 1,49.89 |

| rang   | schaatser      | land | tijd     |
| ------ | -------------- | ---- | -------- |
| Goud   | Sven Kramer    | NED  | 12,51.60 |
| Zilver | Øystein Grødum | NOR  | 12,56.38 |
| Brons  | Lasse Sætre    | NOR  | 12,56.85 |
| 4      | Eskil Ervik    | NOR  | 13,01.41 |
| 5      | Shani Davis    | USA  | 13,05.94 |
|        |                |      |          |
| 9      | Sicco Janmaat  | NED  | 13,29.55 |

### Eindklassement
Davis reed vier persoonlijk records, waaronder een wereldrecord op de 1500 meter, en vestigde daarmee een wereldrecord punten. Door de diskwalificatie van Hedrick op de 10.000 meter schoof Fabris op naar het zilver en Kramer naar het brons.
| Rang   | Schaatser            | Land             | Punten  | 500m       | 5000m        | 1500m        | 10.000m       |
| ------ | -------------------- | ---------------- | ------- | ---------- | ------------ | ------------ | ------------- |
| Goud   | Shani Davis          | Verenigde Staten | 145,742 | 35,17 (1)  | 6.10,49 (4)  | 1.42,68 (1)  | 13.05,94 (5)  |
| Zilver | Enrico Fabris        | Italië           | 147,216 | 35,99 (6)  | 6.10,23 (3)  | 1.44,02 (4)  | 13.10,60 (6)  |
| Brons  | Sven Kramer          | Nederland        | 148,107 | 36,93 (14) | 6.09,97 (1)  | 1.46,80 (13) | 12.51,60 (1)  |
| 4      | Eskil Ervik          | Noorwegen        | 148,552 | 37,03 (17) | 6.12,09 (5)  | 1.45,73 (9)  | 13.01,41 (4)  |
| 5      | Denny Morrison       | Canada           | 150,163 | 35,59 (4)  | 6.29,93 (18) | 1.42,97 (3)  | 13.45,14 (10) |
| 6      | Håvard Bøkko         | Noorwegen        | 150,369 | 36,42 (9)  | 6.20,42 (9)  | 1.46,31 (11) | 13.29,42 (8)  |
| 7      | Ippolito Sanfratello | Italië           | 150,677 | 36,59 (10) | 6.23,66 (11) | 1.46,13 (10) | 13.26,91 (7)  |
| 8      | Konrad Niedźwiedzki  | Polen            | 151,057 | 35,52 (2)  | 6.29,14 (16) | 1.45,08 (5)  | 13.51,95 (11) |
| 9      | Sicco Janmaat        | Nederland        | 151,258 | 36,97 (16) | 6.22,38 (10) | 1.46,72 (12) | 13.29,55 (9)  |
| 10     | Øystein Grødum       | Noorwegen        | 151,708 | 39,10 (24) | 6.16,16 (6)  | 1.48,52 (20) | 12.56,38 (2)  |
| 11     | Lasse Sætre          | Noorwegen        | 160,227 | 38,45 (23) | 6.19,35 (7)  | 2.15,00 (24) | 12.56,85 (3)  |
| 12     | Chad Hedrick         | Verenigde Staten |         | 35,58 (3)  | 6.09,98 (2)  | 1.42,85 (2)  | DQ            |
| NC13   | Steven Elm           | Canada           | 110,043 | 35,81 (5)  | 6.31,80 (19) | 1.45,16 (6)  |               |
| NC14   | Stefano Donagrandi   | Italië           | 110,811 | 36,67 (11) | 6.29,68 (17) | 1.45,52 (8)  |               |
| NC15   | Wouter Olde Heuvel   | Nederland        | 111,000 | 36,75 (12) | 6.25,80 (13) | 1.47,01 (15) |               |
| NC16   | Tobias Schneider     | Duitsland        | 111,318 | 36,94 (15) | 6.25,65 (12) | 1.47,44 (17) |               |
| NC17   | Arne Dankers         | Canada           | 111,655 | 37,86 (21) | 6.20,12 (8)  | 1.47,35 (16) |               |
| NC18   | Dmitri Babenko       | Kazachstan       | 112,188 | 36,83 (13) | 6.32,25 (20) | 1.48,40 (19) |               |
| NC19   | Paweł Zygmunt        | Polen            | 112,961 | 37,74 (20) | 6.26,88 (14) | 1.49,60 (22) |               |
| NC20   | Takahiro Ushiyama    | Japan            | 113,106 | 36,06 (8)  | 6.49,66 (22) | 1.48,24 (18) |               |
| NC21   | Naoki Yasuda         | Japan            | 113,398 | 37,11 (18) | 6.38,55 (21) | 1.49,30 (21) |               |
| NC22   | Bob de Jong          | Nederland        | 113,602 | 38,12 (22) | 6.28,52 (15) | 1.49,89 (23) |               |
| NF2    | Ivan Skobrev         | Rusland          |         | 36,00 (7)  | NF           | 1.45,36 (7)  |               |
| NF2    | Justin Warsylewicz   | Canada           |         | 37,16 (19) | NF           | 1.46,84 (14) |               |

* = met val
NC = niet gekwalificeerd
NF = niet gefinisht
NS = niet gestart
DQ = gediskwalificeerd
Vet gezet = kampioenschapsrecord